# Hirose Rikuto
Rikuto Hirose (sinh ngày 23 tháng 9 năm 1995) là một cầu thủ bóng đá người Nhật Bản.

## Sự nghiệp câu lạc bộ
Rikuto Hirose đã từng chơi cho Mito HollyHock và Tokushima Vortis.